# Liste der Finanzstaatssekretäre von Sachsen-Anhalt
Dieser Artikel enthält eine Liste der Finanzstaatssekretäre von Sachsen-Anhalt.

## Finanzstaatssekretäre Sachsen-Anhalt (seit 1990)
| Name                         | Dienstzeit                                      | Kabinett                 | Minister                       |
| ---------------------------- | ----------------------------------------------- | ------------------------ | ------------------------------ |
| Eberhard Schmiege            | 15.05.1991 – 21.12.1993                         | Gies Münch               | Werner Münch Wolfgang Böhmer   |
| Claus Demke                  | 01.03.1994 – 31.05.1994                         | Bergner                  | Joachim Kupfer                 |
| Klaus Köpp                   | 01.08.1994 – 06.07.1998                         | Höppner I                | Wolfgang Schaefer              |
| Karl-Peter Schackmann-Fallis | 06.07.1998 – 08.02.2001                         | Höppner II               | Wolfgang Gerhards              |
| Rainer Elze                  | 01.03.2001 – 21.05.2002                         | Höppner II               | Wolfgang Gerhards              |
| Ulrich Koehler               | 22.05.2002 – 21.04.2006                         | Böhmer I                 | Karl-Heinz Paqué               |
| Christian Sundermann         | 25.04.2006 – 18.02.2009                         | Böhmer II                | Jens Bullerjahn                |
| Helmut Stegmann              | 25.02.2009 – 20.04.2011                         | Böhmer II                | Jens Bullerjahn                |
| Jörg Felgner                 | 20.04.2011 – 25.04.2016                         | Haseloff I               | Jens Bullerjahn                |
| Heiko Geue                   | 20.04.2011 – 31.10.2012                         | Haseloff I               | Jens Bullerjahn                |
| Michael Richter              | 01.11.2012 – 31.10.2015 27.04.2016 – 20.06.2019 | Haseloff I Haseloff II   | Jens Bullerjahn André Schröder |
| Klaus Klang                  | 02.05.2016 – 31.01.2022                         | Haseloff II Haseloff III | André Schröder Michael Richter |
| Rüdiger Malter               | 04.07.2019 –                                    | Haseloff II Haseloff III | Michael Richter                |